# ザクロが遠吠えする頃
『ザクロが遠吠えする頃』（When Pomegranates Howl）は、グラナーズ・ムサウィー監督・脚本による2020年のアフガニスタン・オーストラリアのドラマ映画である。2020年10月16日にアデレード映画祭でプレミア上映された。第94回アカデミー賞国際長編映画賞にオーストラリア代表作として出品された。日本では2021年11月2日に第34回東京国際映画祭の「アジアの未来」部門にて上映された。

## キャスト
- アラファト・ファイズ
- エルハム・アフマド・アヤジ
- アンドリュー・クィルティ（英語版）

## 製作
グラナーズ・ムサウィー監督はオーストラリア軍による攻撃で11歳と12歳の少年が死亡したとことを記した新聞記事を読み、2017年にアフガニスタンのカブールで撮影を開始した。この悲報を知ったムサウィーはヒューワッドという9歳の少年を題材とした脚本を書いた。

## 受賞とノミネート
| 年   | ノミネート対象         | 賞                       | 結果       |
| ---- | ---------------------- | ------------------------ | ---------- |
| 2021 | グラナーズ・ムサウィー | 第14回アジア太平洋映画賞 | ノミネート |